# 荻野葉月
荻野葉月（日语：／ Ogino Hatsuki，8月30日—），日本女性聲優。出身於富山縣。81 Produce所屬（2016年4月1日加入）。

## 人物簡介
成為聲優的原因是小學時期參加暑期講座對演戲抱持著興趣，而荻野她自己本身就很喜歡這工作。並引用了動畫作品《萬花筒之星》。從手機遊戲《怪物彈珠》的路西法開始曾經演其他的角色。
擅長方言：富山方言。興趣、特長：歌唱、插圖、裁縫、打羽毛球。

## 演出作品
※粗體字表示說明飾演的主要角色。

### 電視動畫
2017年
- 新黑色推銷員（女性研究員）
- 狐妖小紅娘
- Princess Principal（女學生、少女、擊劍社、訓練生）
- 帶著智慧型手機闖蕩異世界。（公會接待員）
- 偶像時間星光樂園（女孩子）

2018年
- 星光頻道（2018～2020，出場者、白洲的母親、一瑠衣、蘇瑪、出場者 等）
- 阿宅的戀愛太難（參加者）
- Pastel Life（路人女性1）
- 搖曳莊的幽奈小姐（女性）

2019年
- 魔法露米緹爾 Luminary Tears（日语：まほうのルミティア Luminary Tears）（修納提婭[5]）
- 一拳超人（少年C、男子A）
- KIRA KIRA HAPPY★ 打開吧！見習神仙精靈（光彥）
- 平凡職業造就世界最強（郝里亞族 母親）
- 美妙射擊部（學生、岡幡睦）

2020年
- 科學超電磁砲T（二之腕學生、口囃子早鳥）
- 異種族風俗娘評鑑指南（低級淫魔A）
- 22/7（男子）
- 神推偶像登上武道館我就死而無憾（女主播）
- 達爾文遊戲（玩家女A）
- 食戟之靈 豪之皿（女學生A）
- 神之塔（羅澤亞爾）
- 噴嚏大魔王2020（女性店員）
- 籃球少年王（女學生）
- 輝夜姬想讓人告白？～天才們的戀愛頭腦戰～（友人）
- 在地下城尋求邂逅是否搞錯了什麼III（人魚）
- 憂國的莫里亞蒂（大小姐D、女演員）
- 王之逆襲 意志的繼承者（少女2）
- 炎炎消防隊 貳之章（女學生）
- IDOLiSH7 Second BEAT!（記者B）

2021年
- 比方說，這是個出身魔王關附近的少年在新手村生活的故事（女B）
- 堀與宮村（女高中生）
- BLUE REFLECTION RAY/澪（少女）
- 不要欺負我，長瀞同學（女、風紀委員）
- 86—不存在的戰區—（少年、偶像女）
- 通靈王（瑞瑟格的父親）
- 月光下的異世界之旅（貓耳娘、冒険者①）
- Love Live! Superstar!!
- 暗夜第六感 2041（保育士女性A）

2022年
- CUE!（遠野美彌子）
- 擅長捉弄人的高木同學3（小孩）
- 舞伎家的料理人（舞妓）
- 綻放的阿爾斯諾特利亞（托多爾）
- 飆速宅男 LIMIT BREAK（觀眾）
- 百萬噸級武藏（操作員、護士）

2023年
- 關於我在無意間被隔壁的天使變成廢柴這件事（女播音員）
- 英雄傳說 閃之軌跡 北方戰役（車內售貨員）
- 海盜戰記 SEASON 2（小孩）
- 和山田談場Lv999的戀愛（美容師）
- 機戰少女Alice Expansion（北落師門[6]）
- 第二次被異世界召喚（學生）
- 【我推的孩子】
- MIX MEISEI STORY 2ND SEASON 〜第二個夏天，邁向晴空〜（朋友A）
- 帶著智慧型手機闖蕩異世界。2（普莉姆）
- 我內心的糟糕念頭（導遊）
- 偶像大師 灰姑娘女孩 U149（女性粉絲）
- 屍體如山的死亡遊戲（女神）
- 我的幸福婚約（齋森家傭人）
- 奇異賢伴 黑色天使
- 妖幻三重奏（女學生）
- 堀與宮村 -piece-（女學生C）
- SHY（秀廣播）
- 戰鬥陀螺 X（AI聲音、AI裁判、艾格、2號）
- 偶像大師 百萬人演唱會！（觀眾們）
- 絆之Allele（女僕A）
- 競速 OVERTAKE!（賽車女郎）

2024年
- 戰鬥陀螺 X（業餘Blader）
- 我獨自升級（中野）
- 戰國妖狐（岩玉）
- HIGH CARD 至高之牌 第2期（艾瑪·歐德曼）
- 2.5次元的誘惑（男coserA）
- 異世界自殺突擊隊（女客人B）
- 異世界失格（雌美洛斯）

2025年
- 涅庫羅諾美子的宇宙恐怖秀（司鶇[7]）

### 遊戲
2014年
- 怪物彈珠（2014年 - 2024年 迦梨[8]、赫爾墨斯[8]、弗洛茲[8]、莫札特[8]、直江兼續[8]、魔魅[8]、拉法葉[8]、卡布托洛斯[8]、月讀[8]、恩奇杜[8]、瑪麗安托瓦內特[8]、奧露嘉[8]、路西法[8]、德川吉宗[8]、張飛[8]、茨木童子[8]、幻影[8]、白亞[8]、賽蓮[8]、利亞[8]、紅心Q[8]、公主・諾可[8]、伽利略[8]、魅魔[8]、巧可菈[8]、天鈿女命[8]、絲妮克[8]、茶茶[8]、歐麗芙[8]、瀧廉太郎[8]、安徒生[8]、但丁[8]、ラビリンス[8]、奈芙蒂斯[8]、帕克[8]、九龍貴人[8]、アップリケ[8]、小祭[8]、皇后・絲浦拉蒂雅[8]、淑女・多爾茜[8]、西王母[8]、埴助[8]、菲路西亞[9]、多希諾歲[10]）

2016年
- 幻獸契約Cryptract（日语：幻獣契約クリプトラクト）（西亞沙）
- 白貓Project（洛羅）
- 星海遊俠：回憶（日语：スターオーシャン:アナムネシス）（莉奧諾、蘿榭爾）
- （鴕鳥、桃樂絲[11]）
- 鋼鐵少女（光輝、納爾遜、吸血鬼）
- 黎冥學園學生會 ～天魔的末裔與禁斷的果實～（女學生 等）

2017年
- 俺塔 -Over Legend Endless Tower-（日语：俺タワー -Over Legend Endless Tower-）（COMPASS、PUNCH[12]）
- Grand Summoners（優米[13]）
- 地球防衛軍5（日语：地球防衛軍5）（士兵）
- RAVELY ARCHIVE（日语：ブレイブリーアーカイブ ディーズレポート）（[14]、[15]）
- Smash & Magic（賽莉西亞[16]、庫拉拉[17]）
- 碧藍幻想（薩利艾利亞[18]）

2018年
- 刀使之巫女 刻印一閃的燈火（濱塚櫻[19]）
- 必勝手牌（真珠星 SPICA[20]、海斯緹亞[21]）
- 城姬Quest（日语：城姫クエスト）（桑名城[22]）

2019年
- 交鋒聯盟（日语：ファイトリーグ）（路西法[23]、茨木童子[24]）
- 城市少女 地球防衛生活（秋葉原[25][26]）
- MISTOVER（魔女[27]）
- 言靈戰士（2019年 - 2022年 路西法、茨木童子、拉法葉）
- 荒野的壽飛行隊 天空的起飛少女！（ユズハ）

2020年
- Final Fantasy VII 重製版
- LAST ORIGIN：最後的起源（P-24平托[28]、A-54卡莉斯塔[29]、AL幻影[30]）
- 逆轉奧賽羅尼亞（レーリア）

2021年
- 碧藍航線（艾倫・薩姆納）
- 盛開的阿斯諾特莉亞（トゥドル）
- 8 beat Story♪（2021年 - 2022年 神樂月〈第2代〉[31]）
- 百萬噸級武藏（末永ノア、伊伏銀太〈少年〉、ミイ公）

2022年
- 車站回憶（小鳥谷スピカ[32]）

2023年
- Cubic Stars（2023年 - 2024年 拉法葉[33]、奈芙蒂斯[34]）
- 原神（愛貝爾）

2024年
- De:Lithe Last Memories（城戶光[35]）
- 祭典對決（路西法[36]）
- Witch & Lilies 魔女與百合（職業角色[37]）

2025年
- 緋染天空 Heaven Burns Red（ラウレッタ）
- Kyrie & Terra（ESME[38]）

### 廣播劇CD
2018年
- THE IDOLM@STER MILLION THE@TER GENERATION 06 Cleasky（日语：THE IDOLM@STER MILLION THE@TER GENERATION#06 Cleasky）（班上同學）

### 外語配音

#### 電影
| 作品年份 | 作品名稱 | 配演角色 | 演員 | 媒介         |
| -------- | -------- | -------- | ---- | ------------ |
| 2019     | 黑魔女2  | －       | －   | 劇院公映版本 |

#### 動畫
- 艾蓮娜公主（Carla）

### 有聲漫畫
- ！（2019年，女子A[40]）
- 系列
  - ～最後の願い～（2020年，女性A[41]）
  - ～明日に向かって～（2020年，林田[42]）

### 有聲書
- 人（宮成涼花[43]）
- AURA ～魔龍院光牙最後的戰鬥～（子鳩志奈子[44]）

### 電視節目
※表示說明網路電視。
- 荻野葉月（2019年－播出中，YouTube）※[45]

### 舞台
- 魔女子 the MUSICAL（松本萬理華）

## 外部連結
- 81 Produce公式官網的聲優簡介 （页面存档备份，存于） （日語）
- 荻野葉月的X（前Twitter） （日語）